# Nikon F70
Pour les articles homonymes, voir F70.
Le Nikon F70 est un appareil photographique reflex mono-objectif autofocus argentique commercialisé par la firme Nikon entre 1994 et 2000. Il se distingue par une interface utilisateur inhabituelle qui utilise une combinaison de boutons de fonction et de réglage ainsi que la molette pour naviguer dans les paramètres imbriqués. Il semble que cette interface n'ait plus été utilisée par la suite.

## Histoire
Le Nikon F65 est un appareil de milieu de gamme. Bien que présenté comme un "petit F90" ses caractéristiques le rapprochent davantage du F-601.

## Caractéristiques
Reflex mono-objectif 35 mm autofocus à exposition automatique. L'autofocus utilise une seule plage de grandes dimensions (3 x 7 mm).
L'obturateur plan focal à rideaux métalliques défilants verticalement donne les vitesses de 30 secondes à 1/4000 et une pose B. Il synchronise jusqu'au 1/125.
Le viseur couvre 92% du champ.
La mesure de lumière matricielle utilise 8 zones et un calculateur 3D intégrant au calcul la valeur de distance communiquée par les objectifs AF-D.
Le calcul d'exposition peut se faire de plusieurs manières :
- Programmé avec décalage.
- Programmes "résultats" : portrait, paysage avec premier plan, paysage, macro, sport, coucher de soleil, nocturne et filé.
- Priorité ouverture
- Priorité vitesse
- Manuel

L'appareil est muni d'un flash intégré de nombre guide 14 et d'un sabot à quatre contacts (plus la masse) pouvant recevoir n'importe quel flash avec différents niveaux d'utilisation des fonctions de l'appareil.

## Ergonomie
La navigation dans les différentes fonctions fait appel à un bouton "Function". Ce bouton pressé, il faut choisir la fonction sur l'afficheur principal et ses larges secteurs colorés grâce à la roue codeuse puis valider ce choix par le bouton "Set". Ce système compliqué, encore aggravé par l'absence d'illumination de l'afficheur qui interdit son utilisation nocturne, fait l'objet de fortes récriminations de la part du journaliste de Chasseur d'images qui a testé l'appareil et qui clôture son article par une dernière flèche contre cette interface.

## Accessoires compatibles
- Le Nikon F70 accepte tous les objectifs en monture F, de préférence en AF-D.
- Tous les flashs peuvent être utilisés avec des utilisations différentes des fonctions de l'appareil.